# Piesczanka (Kraj Krasnojarski)
Piesczanka (ros. Песчанка) – wieś (dieriewnia) w Rosji, w Kraju Krasnojarskim, w okręgu miejskim Krasnoharska. W 2010 liczyła 765 mieszkańców.